# Denny Seiwell
Denny Seiwell (Lehighton, Pensilvania, 10 de julio de 1943) es un batería estadounidense, conocido como miembro fundador del grupo Wings. 

## Biografía
Seiwell nació en julio de 1943 y fue introducido en la música por su padre, quien le regaló una batería. Después de pasar una temporada en la Navy Jazz Band, viajó a Chicago y estuvo bajo la tutela de Roy Knapp, maestro de otros músicos como Buddy Rich y Louie Bellson. Su primer trabajo como músico fue en el club Half Note Jazz, donde tocó con Zoot Sims/Al Cohn Quintet. 
En 1971, fue contratado por Paul McCartney para participar en las sesiones de grabación del álbum de estudio Ram. A un año de la separación de The Beatles, su anterior grupo, McCartney decidió fundar una nueva banda, Wings, que contó con Seiwell como batería. Seiwell salió de gira durante los primeros años de existencia de Wings y tocó en los primeros éxitos del grupo, como «My Love» y «Live and Let Die». Además, participó en las sesiones de Wild Life y Red Rose Speedway, los dos primeros trabajos del grupo. 
A pesar de comenzar su carrera profesional como música de jazz, su estancia en Wings le llevó a trabajar con otros músicos de rock como Joe Cocker, Donovan, The Who, Art Garfunkel, James Brown, Astrud Gilberto y Janis Joplin, entre otros.

## Discografía
Con Paul McCartney y Wings
- Ram (Paul & Linda McCartney, 1971)
- Wild Life (Paul McCartney & Wings, 1971)
- Red Rose Speedway (Paul McCartney & Wings, 1973)

Otros
- James Brown: Goodfoot
- Billy Joel: Cold Spring Harbor
- Janis Joplin: Farewell Song
- Donovan: Essence to Essence
- Art Garfunkel: Breakaway
- John Denver: Take Me to Tomorrow
- Deniece Williams: I'm so Proud
- Rick Danko: Rick Danko
- Liza Minnelli: Tropical Nights